# Festina lente (міст)
Festina lente (з лат. поспішай повільно) — міст, що розташований в центрі Сараєво столиці Боснії і Герцеговини, був побудований за проектом боснійських студентів-архітекторів Академії образотворчих мистецтв (Аднан Алагич, Аміла Хрустич та Бояна Канлич) в 2012 році. Концептуальна назва 38-метрового моста, що підноситься над річкою Міляцка, в перекладі з латини означає «поспішати повільно».
Конструкція споруди включає в себе петлю, у вигинах якої заховані дерев'яні лавки для відпочинку містян і туристів. Сталевий міст, який декорований алюмінієвими пластинами, у вечірній і нічний підсвічений світлодіодами, перетворюється в прогулянкову зону. За задумом творців, міст Festina Lente — шлях від духовного до світського знання, або символічні ворота до колишнього храму, будівлі якого нині займають лекційні зали Академії образотворчих мистецтв.